# Private label
Private label is een concept waarbij producten of diensten worden geproduceerd door een bepaald bedrijf, om op de markt te worden gebracht door een ander bedrijf onder diens eigen merknaam.
Private label wordt toegepast in een groot aantal marktsegmenten, zoals kruidenierswaren, cosmetica, mobiele telefonie, webhosting etc. De producten worden vaak aangeboden als lager geprijsde alternatieven voor bekende merkproducten.
Een voorbeeld van de toepassing van private label is een huismerk van een supermarkt. Deze huismerken verschuiven in toenemende mate naar een gelaagde prijspositionering: low budget voor de krappe portemonnee, value-for-money als alternatief voor A-merken, een premiumlijn met speciale varianten, biologisch.    
Andere voorbeelden zijn de elektrische (huishoudelijke) apparaten van HEMA, of de huismerkmachines van Praxis, Karwei en Gamma. Dergelijke bedrijven maken deze apparaten en machines niet zelf. Die worden in werkelijkheid elders – veelal in China – gefabriceerd.

## Juridisch kader in Nederland
Een bedrijf dat consumentenproducten verhandelt onder private label wordt juridisch gelijkgesteld aan de fabrikant van het product. Dit is geregeld in artikel 6:187 van het Burgerlijk Wetboek (inzake productenaansprakelijkheid). Deze bepaling definieert mede als producent "een ieder die zich als producent presenteert door zijn naam, zijn merk of een ander onderscheidingsteken op het product aan te brengen". Het Warenwetbesluit algemene productveiligheid (art. 1.1.b) bevat een soortgelijke definitie.